# Techo de cemento
Techo de cemento es una expresión que hace referencia a las barreras internas auto impuestas inconscientemente por las propias mujeres en el momento de ascenso en su carrera profesional para ocupar cargos de mayor responsabilidad.
Estas limitaciones auto impuestas están relacionadas con los roles y estereotipos de género y tienen que ver con el miedo al fracaso, a no poder tener una buena conciliación vida familiar y laboral, el perfeccionismo o el miedo a negociar en un mundo mayoritariamente masculino, entre otros. Para romper el techo de cemento es necesario el empoderamiento de las mujeres.
La expresión techo de cemento está relacionada con la de techo de cristal y suelo pegajoso. Los tres conceptos representan las grandes barreras que se encuentran las mujeres para acceder y ascender laboralmente.